# Liste de nomina
Cette liste de nomina regroupe les gentilices romains les plus connus et attestés entre le VIe siècle av. J.-C. et le VIe siècle apr. J.-C. Chaque nomen est propre à une gens qui se divise en plusieurs branches identifiées grâce aux cognomina et dont les membres peuvent être de rang patricien ou plébéien sous la République et appartenir à l'ordre équestre ou sénatorial sous l'Empire. Si un membre d'une branche atteint le consulat, ce membre et par extension sa branche peuvent être qualifiés de consulaires.

## A
| Nomen        | République Rang                      | Empire Ordre                         | Branches principales                                                                                   | Commentaires |
| ------------ | ------------------------------------ | ------------------------------------ | --- | --- |
| Abronius     | ♦ Plébéien                           |                                      | ♦Silo                                                                                                  | Nomen porté par le poète Abronius Silo et son fils.                                                                        |
| Aburius      | ♦ Plébéien ♦ Sénatorial              | ♦ Sénatorial ♦ Consulaire            | ♦Geminus, ♦Bassus                                                                                      | Atteint le consulat en 85 ap. J.-C.                                                                                        |
| Accius       | ♦ Plébéien ♦ Équestre                | ♦ Sénatorial                         | ♦Asclepianus, ♦Iulianus, ♦Sura, ♦Paelignus                                                             | Famille originaire d'Ombrie. Autres formes : Atius ou Attius.                                                              |
| Accoleius    | ♦ Plébéien ♦ Sénatorial              |                                      | ♦Lariscolus, ♦Euhermerus, ♦Abascantus                                                                  | Famille plébéienne mineure connue surtout par des inscriptions. Autres formes : Acculeius, Acoleius ou Aculeius.           |
| Acerronius   | ♦ Plébéien                           | ♦ Sénatorial ♦ Consulaire            | ♦Proculus                                                                                              | Famille peut-être originaire de Lucanie.                                                                                   |
| Acilius      | ♦ Plébéien ♦ Consulaire              | ♦ Sénatorial ♦ Équestre ♦ Consulaire | ♦Glabrio, ♦Balbus, ♦Aviola, ♦Lucanus, ♦Rufus, ♦Severus                                                 | |
| Actorius     | ♦ Plébéien (?)                       |                                      | ♦?Naso                                                                                                 | Marcus Actorius Naso est l'auteur d'une biographie de Jules César citée par Suétone.                                       |
| Acutius      | ♦ Plébéien ♦ Équestre                | ♦ Sénatorial ♦ Équestre ♦ Consulaire | ♦Nerva, ♦Marcillus, ♦Rufus                                                                             | |
| Aebutius     | ♦ Patricien ♦ Plébéien ♦ Consulaire  |                                      | ♦Helva, ♦Parrus, Pinnius, Liberalis, Faustus                                                           | |
| Aedinius     |                                      |                                      | | Nomen connu grâce à des inscriptions.                                                                                      |
| Aelius       | ♦ Plébéien ♦ Sénatorial ♦ Consulaire | ♦ Sénatorial ♦ Consulaire ♦ Équestre | ♦Paetus, ♦Gallus, ♦Sejanus                                                                             | Donne plusieurs empereurs dont Hadrien et Commode. Autres formes : Ailius.                                                 |
| Aemilius     | ♦ Patricien ♦ Consulaire             | ♦ Sénatorial ♦ Consulaire ♦ Équestre | ♦Mamerc(in)us, ♦Barbula, ♦Papus, ♦Paullus, ♦Scaurus, ♦Lepidus, ♦Regillus, ♦Aemilianus, ♦Iuncus, ♦Asper | Famille patricienne majeure, atteint plus de trente fois le consulat. Disparaît en 39 apr. J.-C. Autres formes : Aimilius. |
| Afranius     | ♦ Plébéien ♦ Consulaire              | ♦ Sénatorial ♦ Consulaire            | ♦Stellio, ♦Potitus, ♦Burrus, ♦Quintianus, ♦Dexter, ♦Hannibalianus, ♦Syagrius                           | |
| Albinius     | ♦ Plébéien ♦ Consulaire              | ♦ Consulaire                         | ♦Paterculus, ♦Saturninus                                                                               | |
| Albucius     | ♦ Plébéien                           |                                      | Silus                                                                                                  | Famille est peut-être originaire de Ligurie ou de Gaule. Autres formes : Albutius.                                         |
| Alfenus      | ♦ Plébéien                           |                                      | | |
| Alienus      | ♦ Plébéien                           |                                      | | |
| Amatius      |                                      |                                      | | |
| Ampius       | ♦ Plébéien                           |                                      | ♦Balbus, Flavianus                                                                                     | |
| Anicius      | ♦ Plébéien ♦ Sénatorial ♦ Consulaire | ♦ Sénatorial ♦ Consulaire            | ♦Praenestinus, ♦Gallus, ♦Faustus                                                                       | Surtout connue à la fin de l'Empire romain et après sa chute.                                                              |
| Annaeus      | ♦ Plébéien ♦ Sénatorial              | ♦ Sénatorial                         | ♦Brocchus, ♦Seneca, Lucanus, Floro                                                                     | Famille de Sénèque l'Ancien et Sénèque le Jeune.                                                                           |
| Annius       | ♦ Plébéien ♦ Sénatorial              | ♦ Sénatorial ♦ Consulaire            | ♦Luscus, ♦Bellienus, ♦Verus♦Floro                                                                      | |
| Antistius    | ♦ Plébéien ♦ Consulaire              |                                      | | |
| Antius       | ♦ Plébéien ♦ Sénatorial              |                                      | | Parfois confondu avec Nautius.                                                                                             |
| Antonius     | ♦ Plébéien ♦ Consulaire              |                                      | ♦Merenda                                                                                               | Gens de Marc Antoine et des empereurs Gordien Ier, Gordien II et Gordien III.                                              |
| Apronius     | ♦ Plébéien                           | ♦ Consulaire                         | ♦Caesianus                                                                                             | |
| Appuleius    | ♦ Plébéien ♦ Consulaire              |                                      | ♦Pansa                                                                                                 | Autre forme : Apuleius. |
| Apustius     | ♦ Plébéien ♦ Consulaire              |                                      | ♦Fullo                                                                                                 | |
| Aquillius    | ♦ Plébéien ♦ Consulaire ♦ Patricien  |                                      | ♦Tuscus, ♦Corvus, ♦Florio,♦ Gallus,                                                                    | Autre forme : Aquilius. |
| Arrenius     | ♦ Plébéien                           |                                      | | Caius et Lucius Arrenius, tribuns de la plèbe en 210 av. J.-C.                                                             |
| Arrius       | ♦ Plébéien                           |                                      | | |
| Arruntius    |                                      |                                      | | |
| Articuleius  |                                      | ♦ Consulaire                         | ♦Paetus                                                                                                | Sextus Articuleius Paetus, consul avec Trajan en 101                                                                       |
| Artorius     |                                      |                                      | | |
| Asconius     | ♦ Plébéien                           |                                      | ♦Pedianus                                                                                              | Quintus Asconius Pedianus, commentateur de Cicéron, originaire de Patavium.                                                |
| Asellius     | ♦ Plébéien                           |                                      | | Marcus Asellius, tribun de la plèbe en 422 av. J.-C.                                                                       |
| Asinius      | ♦ Plébéien ♦ Consulaire              | ♦ Sénatorial ♦ Consulaire            | ♦Marrucinus, ♦Pollio, Gallus, ♦Agrippa, ♦Marcellus, Quadratus                                          | Famille est originaire de Teate, ville principale des Marrucins.                                                           |
| Ateius       | ♦ Plébéien                           |                                      | | Famille mineure. |
| Aternius     | ♦ Patricien ♦ Consulaire             |                                      | ♦Varus                                                                                                 | Aulus Aternius Varus Fontinalis, consul en 454 av. J.-C.                                                                   |
| Atilius      | ♦ Plébéien ♦ Consulaire              |                                      | ♦Luscus, ♦Priscus, ♦Regulus, ♦Calatinus, ♦Bulbus, ♦Serranus                                            | |
| Atinius      | ♦ Plébéien                           |                                      | | |
| Atius        | ♦ Plébéien                           |                                      | | Autres formes : Attius ou Accius.                                                                                          |
| Atrius       | ♦ Plébéien ♦ Équestre                |                                      | | |
| Aufidius     | ♦ Plébéien ♦ Consulaire              | ♦ Consulaire                         | ♦Orestes, ♦Lurco, Namusa, Bassus, Pantera, ♦Victorinus, ♦Fronto, ♦Marcellus                            | |
| Aulius       | ♦ Plébéien ♦ Consulaire              |                                      | ♦Cerretanus                                                                                            | |
| Aurelius     | ♦ Plébéien ♦ Sénatorial ♦ Consulaire | ♦ Sénatorial ♦ Consulaire            | ♦Cotta, ♦Pecuniola, ♦Orestes, ♦Scaurus, ♦Fulvus, ♦Symmachus                                            | Les Antonins sont les descendants d'une branche de la gens, les Fulvi.                                                     |
| Aurius       | ♦ Plébéien                           |                                      | Melinus                                                                                                | Famille romaine de Larinum.                                                                                                |
| Aurunculeius | ♦ Plébéien ♦ Sénatorial              |                                      | ♦Cotta                                                                                                 | Nomen probablement dérivé du nom d'un peuple de Campanie, les Aurunces.                                                    |
| Autronius    | ♦ Plébéien ♦ Consulaire              |                                      | ♦Paetus                                                                                                | ' |
| Avidius      |                                      | ♦ Sénatorial ♦ Consulaire ♦ Équestre | ♦Nigrinus, ♦Heliodorus, Cassius, Maecianus                                                             | |
| Avianus      | ♦ Plébéien ♦ Équestre                |                                      | ♦Flaccus                                                                                               | |
| Avienus      | ♦ Plébéien                           |                                      | | |
| Avitus       |                                      |                                      | | Nomen également utilisé comme cognomen.                                                                                    |
| Axius        | ♦ Plébéien ♦ Équestre                |                                      | ♦Naso                                                                                                  | Autres formes : Axsius. |

## B
| Nomen      | République Rang                      | Empire Ordre                         | Branches principales                                                                         | Commentaires                                      |
| ---------- | ------------------------------------ | ------------------------------------ | -------------------------------------------------------------------------------------------- | ------------------------------------------------- |
| Baebius    | ♦ Plébéien ♦ Sénatorial ♦ Consulaire | ♦ Sénatorial ♦ Consulaire ♦ Équestre | ♦Dives, ♦Herennius, ♦Sulca, ♦Tamphilus, ♦Avitus, ♦Honoratus, ♦Macer, ♦Marcellenus, ♦Juncenus |                                                   |
| Balventius | ♦ Plébéien                           |                                      |                                                                                              |                                                   |
| Bantius    | ♦ Plébéien                           |                                      |                                                                                              | Originaire de Nola, en Campanie.                  |
| Barbatius  | ♦ Plébéien ♦ Sénatorial              |                                      | ♦Philippus                                                                                   |                                                   |
| Betilienus |                                      | ♦ Sénatorial                         | ♦Bassus, Varus                                                                               |                                                   |
| Betucius   | ♦ Plébéien                           |                                      | Barrus                                                                                       |                                                   |
| Blossius   | ♦ Plébéien                           |                                      |                                                                                              | Originaire de Campanie. Autre forme : Blosius.    |
| Bruttius   | ♦ Plébéien ♦ Équestre                | ♦ Sénatorial ♦ Consulaire            | Sura, Balbus, ♦Maximus, ♦Praesens, ♦Quinctius Crispinus                                      | Originaire du Bruttium. Autre forme : Bruccius ?. |
| Bucculeius | ♦ Plébéien                           |                                      |                                                                                              |                                                   |
| Burrienus  | ♦ Plébéien ♦ Sénatorial              |                                      |                                                                                              |                                                   |

## C
| Nomen       | République Rang                                 | Empire Ordre            | Branches principales | Commentaires                                                                                           |
| ----------- | ----------------------------------------------- | ----------------------- | --- | --- |
| Caecilius   | ♦ Plébéien ♦ Consulaire ♦ Équestre              | ♦ Sénatorial            | ♦Metellus, ♦Rufus, ♦Bassus, ♦Cornutus, ♦Jucundus | |
| Caecina     | ♦ Plébéien                                      | ♦ Équestre ♦ Consulaire | ♦Tuscus, ♦Severus, Paetus, ♦Largus | Famille d'origine étrusque issue de Volterra.                                                          |
| Caecius     | (?)                                             |                         | | Caius Caecius, ami de Publius Cornelius Lentulus Spinther.                                             |
| Caedicius   | ♦ Plébéien ♦ Consulaire                         |                         | ♦Noctua | |
| Caelius     | ♦ Plébéien ♦ Équestre ♦ Sénatorial ♦ Consulaire | ♦ Équestre ♦ Sénatorial | ♦Antipater, ♦Vinicianus, ♦Rufus, ♦Caldus, ♦Cursor, Pollio, Roscius, Sabinus, Symposius, ♦Balbinus                                                                   | Autres formes : Coelius, Coilius.                                                                      |
| Caesennius  | ♦ Plébéien ♦ Équestre ♦ Sénatorial              | ♦ Équestre ♦ Sénatorial | ♦Paeti, | |
| Calatorius  | (?)                                             |                         | | Nomen retrouvé sur des inscriptions, dont une statue du musée de Naples.                               |
| Calpurnius  | ♦ Plébéien ♦ Consulaire                         |                         | ♦Flamma, ♦Crassus, ♦Piso, ♦Bestia, ♦Bibulus, ♦Aviola, ♦Atilianus, Siculus                                                                                           | |
| Calvisius   | ♦ Plébéien ♦ Consulaire                         |                         | | |
| Calvius     | ♦ Plébéien                                      |                         | ♦Cicero | |
| Cantilius   | ♦ Plébéien                                      |                         | | |
| Canuleius   | ♦ Plébéien                                      |                         | | |
| Caparronius | (?)                                             |                         | | Caparronia, vestale en 266 av. J.-C.                                                                   |
| Carvilius   | ♦ Plébéien ♦ Consulaire                         |                         | ♦Maximus | |
| Cassius     | ♦ Patricien ♦ Plébéien ♦ Consulaire             | ♦ Consulaire            | ♦Vecellinus, ♦Longinus, ♦Hemina, ♦Parmensis, ♦Ravilla, ♦Sabaco, ♦Varus, ♦Apronianus                                                                                 | Famille patricienne puis plébéienne.                                                                   |
| Catius      | ♦ Plébéien                                      |                         | | |
| Centenius   | ♦ Plébéien ♦ Sénatorial                         |                         | | |
| Ceionius    | ♦ Plébéien ♦ Équestre                           |                         | | |
| Cilnius     | ♦ Plébéien ♦ Équestre                           |                         | ♦Maecenas, ♦Paetinus, ♦Proculus | Originaire d'Arretium en Étrurie                                                                       |
| Cincius     | ♦ Plébéien ♦ Sénatorial                         |                         | ♦Alimentus | |
| Claudius    | ♦ Patricien ♦ Plébéien ♦ Consulaire             | ♦ Consulaire            | ♦Sabinus, ♦Caecus, ♦Crassus, ♦Hortator, ♦Marcellus, ♦Canina, ♦Russus, ♦Caudex, ♦Pulcher, ♦Centho, ♦Nero, ♦Severus                                                   | Originaires de Sabine, les Claudii patriciens disparaissent après 68 apr. J.-C. Autre forme : Clodius. |
| Clodius     | ♦ Plébéien                                      |                         | | Forme plébéienne du nomen Claudius.                                                                    |
| Cloelius    | ♦ Plébéien ♦ Sénatorial ♦ Consulaire            |                         | ♦Siculus, Gracchus | Originaire d'Albe la Longue.                                                                           |
| Cocceius    | ♦ Plébéien ♦ Sénatorial ♦ Consulaire            |                         | Nerva | L'empereur Nerva.                                                                                      |
| Coelius     | ♦ Plébéien ♦ Sénatorial ♦ Consulaire            |                         | | L'empereur Balbin                                                                                      |
| Cominius    | ♦ Plébéien ♦ Consulaire                         |                         | ♦Auruncus | |
| Considius   | ♦ Plébéien                                      |                         | | |
| Cornelius   | ♦ Patricien ♦ Plébéien ♦ Consulaire             | ♦ Consulaire            | ♦Cethegus, ♦Cinna, ♦Dolabella, ♦Lentulus, ♦Balbus, ♦Maluginensis, ♦Cossus, ♦Arvina, ♦Scapula, ♦Scipio, ♦Calussa, ♦Lentulus, ♦Rufinus, ♦Merenda, ♦Cethegus, ♦Mammula | |
| Coruncanius | ♦ Plébéien ♦ Consulaire                         |                         | | |
| Cosconius   | ♦ Plébéien                                      |                         | | |
| Cossonius   | ♦ Plébéien                                      |                         | | |
| Crepereius  | ♦ Plébéien                                      | ♦ Équestre              | | |
| Curatius    | ♦ Plébéien                                      |                         | | |
| Curiatius   | ♦ Patricien ♦ Consulaire                        |                         | ♦Trigeminus | |
| Curius      | ♦ Plébéien ♦ Consulaire                         |                         | ♦Dentatus | |
| Curtius     | ♦ Plébéien ♦ Consulaire                         |                         | ♦Philo | |

## D
| Nomen     | République Rang         | Empire Ordre | Branches principales | Commentaires                                                                          |
| --------- | ----------------------- | ------------ | -------------------- | ------------------------------------------------------------------------------------- |
| Decimius  | ♦ Plébéien              |              | ♦Flavus              |                                                                                       |
| Decius    | ♦ Plébéien ♦ Consulaire |              | ♦Mus                 |                                                                                       |
| Decumius  |                         |              |                      | Sur des inscriptions.                                                                 |
| Desticius |                         |              |                      | Sur des inscriptions, nomen porté par au moins deux gouverneurs.                      |
| Dexsius   |                         |              |                      | Lucius Dexsius Longinus, mentionné sur une inscription de 119 apr. J.-C.              |
| Domitius  | ♦ Plébéien ♦ Consulaire |              | ♦Calvinus            |                                                                                       |
| Duccius   |                         |              |                      | Sur des inscriptions dont une pierre tombale au nom de Lucius Duccius Rufinus à York. |
| Duillius  | ♦ Plébéien ♦ Consulaire |              | ♦Longus              |                                                                                       |
| Duronius  | ♦ Plébéien ?            |              |                      | Au moins deux représentants sous la République.                                       |

## E
| Nomen       | République Rang         | Empire Ordre | Branches principales | Commentaires |
| ----------- | ----------------------- | ------------ | -------------------- | ------------ |
| Eggius      | ♦ Plébéien              |              |                      |              |
| Egnatius    | ♦ Plébéien              |              |                      |              |
| Egnatuleius | ♦ Plébéien              |              |                      |              |
| Ennius      | ♦ Plébéien              |              |                      |              |
| Epidius     | ♦ Plébéien              |              |                      |              |
| Eppius      | ♦ Plébéien              |              |                      |              |
| Erenucius   | ♦ Plébéien ♦ Consulaire |              | ♦Flavus              |              |
| Erucius     | ♦ Plébéien              |              |                      |              |

## F
| Nomen     | République Rang                     | Empire Ordre            | Branches principales                                                | Commentaires                                       |
| --------- | ----------------------------------- | ----------------------- | ------------------------------------------------------------------- | -------------------------------------------------- |
| Fabius    | ♦ Patricien ♦ Consulaire            |                         | ♦Ambustus, ♦Vibulanus, ♦Maximus, ♦Dorsuo, ♦Licinus, ♦Buteo, ♦Pictor |                                                    |
| Fabricius | ♦ Plébéien ♦ Consulaire             |                         | ♦Luscinus                                                           |                                                    |
| Fannius   |                                     |                         |                                                                     |                                                    |
| Favonius  | ♦ Plébéien ?                        |                         | ♦Facilis                                                            |                                                    |
| Flaminius | ♦ Plébéien ♦ Consulaire             |                         |                                                                     |                                                    |
| Flavius   | ♦ Plébéien ♦ Consulaire             | ♦ Équestre ♦ Consulaire | ♦Fimbria, Antoninus, ♦Clemens, ♦Sabinus, ♦Titianus                  |                                                    |
| Flavonius |                                     |                         |                                                                     | Sur des inscriptions.                              |
| Floronius | (?)                                 |                         |                                                                     | Floronia, vestale en 216 av. J.-C.                 |
| Folius    | ♦ Patricien ♦ Consulaire            |                         | ♦Flaccinator                                                        |                                                    |
| Fonteius  | ♦ Plébéien                          |                         |                                                                     | Tiberius Fonteius, légat en 211 av. J.-C.          |
| Fulcinius | ♦ Plébéien                          |                         |                                                                     | Caius Fulcinius, légat en 438 av. J.-C.            |
| Fulvius   | ♦ Plébéien ♦ Consulaire             |                         | ♦Curvus, ♦Paetinus, ♦Centumalus, ♦Longus, ♦Flaccus, ♦Nobilior       |                                                    |
| Fundanius | ♦ Plébéien ♦ Consulaire ?           |                         | ♦Fundulus                                                           |                                                    |
| Furius    | ♦ Patricien ♦ Plébéien ♦ Consulaire |                         | ♦Medullinus, ♦Fusus, ♦Camillus, ♦Pacilus, ♦Philus, ♦Bibaculus       |                                                    |
| Furnius   | ♦ Plébéien                          |                         |                                                                     | Caius Furnius, tribun de la plèbe en 445 av. J.-C. |

## G
| Nomen    | République Rang                       | Empire Ordre | Branches principales        | Commentaires                           |
| -------- | ------------------------------------- | ------------ | --------------------------- | -------------------------------------- |
| Gabinius | ♦ Plébéien ♦ Consulaire               |              |                             | Aulus Gabinius, consul en 58 av. J.-C. |
| Geganius | ♦ Patricien ♦ Consulaire              |              | ♦Macerinus                  |                                        |
| Gellius  | ♦ Plébéien♦ Consulaire                |              |                             |                                        |
| Genucius | ♦ Patricien ? ♦ Plébéien ♦ Consulaire |              | ♦?♦Augurinus, ♦Aventinensis |                                        |
| Gessius  | ♦ Plébéien                            |              |                             |                                        |

## H
| Nomen      | République Rang          | Empire Ordre | Branches principales      | Commentaires |
| ---------- | ------------------------ | ------------ | ------------------------- | ------------ |
| Herennius  | ♦ Plébéien               |              |                           |              |
| Herminius  | ♦ Patricien ♦ Consulaire |              | ♦Aquilinus,♦Coritinesanus |              |
| Hoenius    |                          |              |                           |              |
| Horatius   | ♦ Patricien ♦ Consulaire |              | ♦Pulvillus,♦Barbatus      |              |
| Hortensius | ♦ Plébéien               |              |                           |              |
| Hostilius  | ♦ Plébéien               |              | ♦Tubulus                  |              |

## I
| Nomen     | République Rang          | Empire Ordre | Branches principales                         | Commentaires |
| --------- | ------------------------ | ------------ | -------------------------------------------- | ------------ |
| Icilius   | ♦ Plébéien               |              | ♦Ruga                                        |              |
| Iulius    | ♦ Patricien ♦ Consulaire | ♦ Consulaire | ♦Iullus, ♦Mento, ♦Libo, ♦Caesar              |              |
| Iunius    | ♦ Plébéien ♦ Consulaire  | ♦ Sénatorial | ♦Brutus, ♦Scaeva, ♦Bubulcus, ♦Pera, ♦Silanus |              |
| Iuventius | ♦ Plébéien ♦ Consulaire  | ♦ Sénatorial |                                              |              |

## L
| Nomen     | République Rang          | Empire Ordre   | Branches principales    | Commentaires                                        |
| --------- | ------------------------ | -------------- | ----------------------- | --------------------------------------------------- |
| Lacerius  | ♦ Plébéien               |                |                         | Caius Lacerius, tribun de la plèbe en 401 av. J.-C. |
| Laelius   | ♦ Plébéien ♦ Consulaire  |                |                         |                                                     |
| Laetorius | ♦ Plébéien ♦ Sénatorial  |                | ♦Mergus, ♦Plancianus    |                                                     |
| Larcius   | ♦ Patricien ♦ Consulaire |                | ♦Flavus (?), ♦Rufus (?) |                                                     |
| Licinius  | ♦ Plébéien ♦ Consulaire  |                | ♦Calvus, ♦Stolo, ♦Varus |                                                     |
| Livius    | ♦ Plébéien ♦ Consulaire  |                | ♦Denter                 |                                                     |
| Lollius   | ♦ Plébéien               |                |                         |                                                     |
| Lucilius  | ♦ Équestre               | ♦ Sénatorial ? | Paetus, Balbus, Bassus  |                                                     |
| Lucretius | ♦ Patricien ♦ Consulaire |                | ♦Tricipitinus           |                                                     |
| Lutatius  | ♦ Plébéien ♦ Consulaire  |                | ♦Catulus, ♦Cerco        |                                                     |

## M
| Nomen     | République Rang                      | Empire Ordre                         | Branches principales                                                                          | Commentaires                                                    |
| --------- | ------------------------------------ | ------------------------------------ | --------------------------------------------------------------------------------------------- | --------------------------------------------------------------- |
| Maccius   | ♦ Plébéien ?                         |                                      | ♦Plautus                                                                                      | Nomen choisit par l'écrivain Plaute.                            |
| Maecius   | ♦ Plébéien                           |                                      | ♦Celer                                                                                        |                                                                 |
| Maecilius | ♦ Plébéien                           |                                      | ♦Croto                                                                                        |                                                                 |
| Maelius   | ♦ Plébéien ♦ Consulaire              |                                      | ♦Capitolinus                                                                                  |                                                                 |
| Maenius   | ♦ Plébéien ♦ Consulaire              |                                      |                                                                                               |                                                                 |
| Magii     | ♦ Plébéien                           |                                      |                                                                                               |                                                                 |
| Mamilius  | ♦ Plébéien ♦ Consulaire              |                                      | ♦Vitulus, ♦Turrinus, ♦Atellus                                                                 |                                                                 |
| Manilius  | ♦ Plébéien                           |                                      |                                                                                               | Sextus Manilius, tribun militaire en 449 av. J.-C.              |
| Manlius   | ♦ Patricien ♦ Consulaire             |                                      | ♦Cincinnatus, ♦Vulso, ♦Capitolinus, ♦Torquatus, ♦Longus, ♦Acidinus                            |                                                                 |
| Marcius   | ♦ Plébéien ♦ Consulaire              |                                      | ♦Rutilus, ♦Tremulus, ♦Philippus, ♦Septimius                                                   |                                                                 |
| Marius    | ♦ Plébéien ♦ Sénatorial ♦ Consulaire | ♦ Équestre ♦ Sénatorial ♦ Consulaire | Gratidianus, Capito, Trogus, ♦Celsus, ♦Marcellus Cluvius Rufus, ♦Priscus, ♦Secundus, ♦Maximus | Caius Marius, sept fois consul, réformateur de l'armée romaine. |
| Mecilius  | ♦ Plébéien                           |                                      |                                                                                               | Autre forme : Metilius.                                         |
| Memmius   | ♦ Plébéien                           |                                      |                                                                                               | Memmius, édile de la plèbe en 211 av. J.-C.                     |
| Menenius  | ♦ Patricien ♦ Plébéien ♦ Consulaire  |                                      | ♦Lanatus                                                                                      |                                                                 |
| Messius   | ♦ Plébéien                           |                                      |                                                                                               |                                                                 |
| Minicius  | ♦ Plébéien ♦ Consulaire              |                                      | ♦Natalis                                                                                      |                                                                 |
| Minucius  | ♦ Plébéien ♦ Consulaire              |                                      | ♦Augurinus, ♦Esquilinus, ♦Faesus, ♦Rufus                                                      |                                                                 |
| Mucius    | ♦ Plébéien ♦ Consulaire              |                                      | ♦Scaevola                                                                                     |                                                                 |
| Modius    |                                      |                                      |                                                                                               |                                                                 |
| Mulvius   | ♦ Plébéien                           |                                      |                                                                                               |                                                                 |

## N
| Nomen      | République Rang                     | Empire Ordre | Branches principales   | Commentaires                                                  |
| ---------- | ----------------------------------- | ------------ | ---------------------- | ------------------------------------------------------------- |
| Naevius    | ♦ Plébéien                          |              | ♦Crista                |                                                               |
| Nautius    | ♦ Patricien ♦ Consulaire            |              | ♦Rutilus               |                                                               |
| Neratius   |                                     |              |                        |                                                               |
| Nonius     | ♦ Plébéien ♦ Consulaire             |              | Asprenas, Quintilianus |                                                               |
| Numicius   | ♦ Patricien ♦ Plébéien ♦ Consulaire |              | ♦Priscus               |                                                               |
| Numitorius | ♦ Plébéien                          |              |                        | Lucius Numitorius, tribun de la plèbe en 470 et 449 av. J.-C. |
| Nummius    | ♦ Plébéien ♦ Consulaire             |              | ♦Albini                |                                                               |

## O
| Nomen     | République Rang         | Empire Ordre                         | Branches principales  | Commentaires                                             |
| --------- | ----------------------- | ------------------------------------ | --------------------- | -------------------------------------------------------- |
| Octavius  | ♦ Plébéien ♦ Consulaire | ♦ Équestre ♦ Sénatorial ♦ Consulaire | ♦Rufi, Laenas, Fronto | Auguste, premier empereur romain, est né Caius Octavius. |
| Ogulnius  | ♦ Plébéien              |                                      |                       |                                                          |
| Olcinius  | ♦ Plébéien              |                                      |                       |                                                          |
| Opellius  | ♦ Plébéien              |                                      |                       | Macrin                                                   |
| Opimius   | ♦ Plébéien              |                                      |                       |                                                          |
| Oppius    | ♦ Plébéien              |                                      |                       |                                                          |
| Opsius    | ♦ Plébéien              |                                      |                       |                                                          |
| Oranius   | ♦ Plébéien              |                                      |                       |                                                          |
| Ostorius  | ♦ Plébéien              |                                      |                       |                                                          |
| Otacilius | ♦ Plébéien              |                                      | Crassi                |                                                          |
| Ovinius   | ♦ Plébéien              |                                      |                       |                                                          |

## P
| Nomen        | République Rang                     | Empire Ordre            | Branches principales                | Commentaires |
| ------------ | ----------------------------------- | ----------------------- | ----------------------------------- | ------------ |
| Paccius      | ♦ Plébéien                          |                         |                                     |              |
| Pacidius     | ♦ Plébéien                          |                         |                                     |              |
| Pacilius     | ♦ Plébéien                          |                         |                                     |              |
| Paconius     | ♦ Plébéien                          |                         |                                     |              |
| Pactumeius   | ♦ Plébéien                          |                         |                                     |              |
| Pacuvius     | ♦ Plébéien                          |                         |                                     |              |
| Palfurius    | ♦ Plébéien                          |                         |                                     |              |
| Palpelius    | ♦ Plébéien                          |                         |                                     |              |
| Pantuleius   | ♦ Plébéien                          |                         |                                     |              |
| Papius       | ♦ Plébéien                          |                         |                                     |              |
| Papinius     | ♦ Plébéien                          |                         |                                     |              |
| Papirii      | ♦ Patricien ♦ Consulaire ♦ Plébéien | ♦ Consulaire ♦ Équestre | ♦Mugillani, Crassi, Cursores ♦Carbo |              |
| Pasidius     | ♦ Plébéien                          |                         |                                     |              |
| Pasidienus   | ♦ Plébéien                          |                         |                                     |              |
| Passienus    | ♦ Plébéien                          |                         |                                     |              |
| Patulcius    | ♦ Plébéien                          |                         |                                     |              |
| Pedanius     | ♦ Plébéien                          |                         |                                     |              |
| Pedius       | ♦ Plébéien                          |                         |                                     |              |
| Peducaeus    | ♦ Plébéien                          |                         |                                     |              |
| Peltrasius   | ♦ Plébéien                          |                         |                                     |              |
| Percennius   | ♦ Plébéien                          |                         |                                     |              |
| Perpernius   | ♦ Plébéien                          |                         |                                     |              |
| Persius      | ♦ Plébéien                          |                         |                                     |              |
| Pescennius   | ♦ Plébéien                          |                         |                                     |              |
| Petellius    | ♦ Plébéien                          |                         |                                     |              |
| Petreius     | ♦ Plébéien                          |                         |                                     |              |
| Petronius    | ♦ Plébéien                          |                         |                                     |              |
| Petrosidius  | ♦ Plébéien                          |                         |                                     |              |
| Pilius       | ♦ Plébéien                          |                         |                                     |              |
| Pinarius     | ♦ Patricien ♦ Consulaire ♦ Plébéien | ♦ Consulaire            | ♦Mamercini, Natta                   |              |
| Pinius       | ♦ Plébéien                          |                         |                                     |              |
| Pisentius    | ♦ Plébéien                          |                         |                                     |              |
| Placidius    | ♦ Plébéien                          |                         |                                     |              |
| Plaetorius   | ♦ Plébéien                          |                         |                                     |              |
| Plaguleius   | ♦ Plébéien                          |                         |                                     |              |
| Plancius     | ♦ Plébéien                          |                         |                                     |              |
| Plarius      | ♦ Plébéien                          |                         |                                     |              |
| Plautius     | ♦ Plébéien                          |                         |                                     |              |
| Pleminius    | ♦ Plébéien                          |                         |                                     |              |
| Plinius      | ♦ Plébéien                          |                         |                                     |              |
| Poetelius    | ♦ Plébéien                          |                         |                                     |              |
| Pollius      | ♦ Plébéien                          |                         |                                     |              |
| Pompeius     | ♦ Plébéien                          |                         |                                     |              |
| Pompilius    | ♦ Plébéien                          |                         |                                     |              |
| Pomponius    | ♦ Plébéien                          |                         |                                     |              |
| Pomptinus    | ♦ Plébéien                          |                         |                                     |              |
| Pontius      | ♦ Plébéien                          |                         |                                     |              |
| Pontidius    | ♦ Plébéien                          |                         |                                     |              |
| Pontilius    | ♦ Plébéien                          |                         |                                     |              |
| Pontilienus  | ♦ Plébéien                          |                         |                                     |              |
| Popillius    | ♦ Plébéien                          |                         |                                     |              |
| Popaedius    | ♦ Plébéien                          |                         |                                     |              |
| Popidius     | ♦ Plébéien                          |                         |                                     |              |
| Poppaeus     | ♦ Plébéien                          |                         |                                     |              |
| Porcius      | ♦ Plébéien                          |                         |                                     |              |
| Postumius    | ♦ Patricien ♦ Consulaire            |                         |                                     |              |
| Postumelenus | ♦ Plébéien                          |                         |                                     |              |
| Potitius     | ♦ Patricien                         |                         |                                     |              |
| Praecilius   | ♦ Plébéien                          |                         |                                     |              |
| Praeconius   | ♦ Plébéien                          |                         |                                     |              |
| Prastinius   | ♦ Plébéien                          |                         |                                     |              |
| Precius      | ♦ Plébéien                          |                         |                                     |              |
| Priscius     | ♦ Plébéien                          |                         |                                     |              |
| Procilius    | ♦ Plébéien                          |                         |                                     |              |
| Proculeius   | ♦ Plébéien                          |                         |                                     |              |
| Propertius   | ♦ Plébéien                          |                         |                                     |              |
| Publicius    | ♦ Plébéien                          |                         |                                     |              |
| Publilius    | ♦ Plébéien                          |                         |                                     |              |
| Pupius       | ♦ Plébéien                          |                         |                                     |              |

## Q
| Nomen      | République Rang          | Empire Ordre | Branches principales           | Commentaires |
| ---------- | ------------------------ | ------------ | ------------------------------ | ------------ |
| Quinctii   | ♦ Patricien ♦ Consulaire | ♦ Consulaire | ♦Capitolini, Cincinati♦Scapula |              |
| Quinctilii | ♦ Patricien ♦ Consulaire | ♦ Consulaire | ♦Vari                          |              |
| Quirinii   | ♦ Plébéien               |              |                                |              |

## R
| Nomen    | République Rang          | Empire Ordre | Branches principales      | Commentaires |
| -------- | ------------------------ | ------------ | ------------------------- | ------------ |
| Rabirii  | ♦ Plébéien               | ♦ Équestre   | ♦Postumi                  |              |
| Ragonii  | ♦ Plébéien               | ♦ Sénatorial | ♦Quintiani                |              |
| Romilii  | ♦ Patricien ♦ Consulaire |              | ♦Roci, ♦Dexter            |              |
| Rubellii | ♦ Plébéien ♦ Équestre    | ♦ Sénatorial | ♦Blandi, ♦Gemini, ♦Plauti |              |
| Rufii    | ♦ Plébéien               | ♦ Sénatorial |                           |              |
| Rufrii   | ♦ Plébéien               |              |                           |              |
| Rupilii  | ♦ Plébéien               | ♦ Sénatorial | ♦ Libo                    |              |
| Rusonii  | ♦ Plébéien               |              |                           |              |
| Rutilii  | ♦ Plébéien               |              |                           |              |

## S
| Nomen       | République Rang        | Empire Ordre | Branches principales | Commentaires |
| ----------- | ---------------------- | ------------ | -------------------- | ------------ |
| Sabucius    | ♦ Plébéien             |              |                      |              |
| Sallustius  | ♦ Plébéien             |              |                      |              |
| Salonius    | ♦ Plébéien             |              |                      |              |
| Salvius     | ♦ Plébéien             |              |                      |              |
| Scribonius  | ♦ Plébéien             |              |                      |              |
| Scutarius   | ♦ Plébéien             |              |                      |              |
| Secundinius | ♦ Plébéien             |              |                      |              |
| Secundius   | ♦ Plébéien             |              |                      |              |
| Sedatius    | ♦ Plébéien             |              |                      |              |
| Seius       | ♦ Plébéien             |              |                      |              |
| Sempronius  | ♦ Patricien ♦ Plébéien |              |                      |              |
| Sennius     | ♦ Plébéien             |              |                      |              |
| Septimii    | ♦ Plébéien             |              |                      |              |
| Sepunius    | ♦ Plébéien             |              |                      |              |
| Sepurcius   | ♦ Plébéien             |              |                      |              |
| Sergius     | ♦ Patricien ♦ Plébéien |              |                      |              |
| Servilius   | ♦ Patricien ♦ Plébéien |              |                      |              |
| Sestius     | ♦ Plébéien             |              |                      |              |
| Sextilius   | ♦ Plébéien             |              |                      |              |
| Sextius     | ♦ Plébéien             |              |                      |              |
| Sicinius    | ♦ Plébéien             |              |                      |              |
| Sidonius    | ♦ Plébéien             |              |                      |              |
| Silius      | ♦ Plébéien             |              |                      |              |
| Sittius     | ♦ Plébéien             |              |                      |              |
| Socellius   | ♦ Plébéien             |              |                      |              |
| Sornatius   | ♦ Plébéien             |              |                      |              |
| Spurius     | ♦ Plébéien             |              |                      |              |
| Statius     | ♦ Plébéien             |              |                      |              |
| Statilius   | ♦ Plébéien             |              |                      |              |
| Stertinius  | ♦ Plébéien             |              |                      |              |
| Suedius     | ♦ Plébéien             |              |                      |              |
| Suetonius   | ♦ Plébéien             |              |                      |              |
| Suettius    | ♦ Plébéien             |              |                      |              |
| Sulpicius   | ♦ Patricien ♦ Plébéien |              |                      |              |

## T
| Nomen      | République Rang         | Empire Ordre | Branches principales    | Commentaires |
| ---------- | ----------------------- | ------------ | ----------------------- | ------------ |
| Tadii      | ♦ Plébéien              |              | ♦Ruga                   |              |
| Talmudii   | ♦ Plébéien              |              |                         |              |
| Tanicii    | ♦ Plébéien              | ♦ Sénatorial | ♦Veri                   |              |
| Tarquinii  | ♦ Plébéien              | ♦ Sénatorial | Flacci, ♦ Prisci,       |              |
| Terentii   | ♦ Plébéien ♦ Consulaire | ♦ Sénatorial | ♦Varro, ♦Culleo, ♦Hispo |              |
| Tertinius  | ♦ Plébéien              |              |                         |              |
| Tettidius  | ♦ Plébéien              |              |                         |              |
| Tettienus  | ♦ Plébéien              |              |                         |              |
| Tettius    | ♦ Plébéien              |              |                         |              |
| Titiedius  | ♦ Plébéien              |              |                         |              |
| Titius     | ♦ Plébéien              |              |                         |              |
| Titinius   | ♦ Plébéien              |              |                         |              |
| Trebatius  | ♦ Plébéien              |              |                         |              |
| Trebellius | ♦ Plébéien              |              |                         |              |
| Tremellius | ♦ Plébéien              |              |                         |              |
| Tuccius    | ♦ Plébéien              |              |                         |              |
| Tullii     | ♦ Patricien ♦ Plébéien  |              | Cicero                  | Cicéron      |
| Turcii     | ♦ Plébéien              |              |                         |              |

## U
| Nomen     | République Rang         | Empire Ordre | Branches principales                         | Commentaires      |
| --------- | ----------------------- | ------------ | -------------------------------------------- | ----------------- |
| Ulatii    | ♦ Plébéien              |              |                                              |                   |
| Ulpii     | ♦ Plébéien              | ♦ Consulaire | ♦Iullus, ♦Mento, ♦Libo, ♦Caesar              | L'empereur Trajan |
| Umbrenii  | ♦ Plébéien              |              |                                              |                   |
| Umbrii    | ♦ Plébéien ♦ Consulaire | ♦ Sénatorial | ♦Brutus, ♦Scaeva, ♦Bubulcus, ♦Pera, ♦Silanus |                   |
| Urbinii   | ♦ Plébéien ♦ Consulaire | ♦ Sénatorial |                                              |                   |
| Urgulanii | ♦ Plébéien              |              |                                              |                   |
| Uulii     | ♦ Plébéien              |              |                                              |                   |

## V
| Nomen       | République Rang | Empire Ordre | Branches principales                    | Commentaires |
| ----------- | --------------- | ------------ | --------------------------------------- | ------------ |
| Vagenius    | ♦ Plébéien      |              |                                         |              |
| Vagionius   | ♦ Plébéien      |              |                                         |              |
| Vagnius     | ♦ Plébéien      |              |                                         |              |
| Valentius   | ♦ Plébéien      |              |                                         |              |
| Valerius    | ♦ Patricien     | ♦ Sénatorial | ♦Messalla, ♦Maximi, ♦Publicola, ♦Potiti |              |
| Valgius     | ♦ Plébéien      |              |                                         |              |
| Vannius     | ♦ Plébéien      |              |                                         |              |
| Varius      | ♦ Plébéien      |              |                                         |              |
| Varinius    | ♦ Plébéien      |              |                                         |              |
| Varisidius  | ♦ Plébéien      |              |                                         |              |
| Vassenius   | ♦ Plébéien      |              |                                         |              |
| Vatinius    | ♦ Plébéien      |              |                                         |              |
| Vatronius   | ♦ Plébéien      |              |                                         |              |
| Vecilius    | ♦ Plébéien      |              |                                         |              |
| Vedius      | ♦ Plébéien      |              |                                         |              |
| Velius      | ♦ Plébéien      |              |                                         |              |
| Velleius    | ♦ Plébéien      |              |                                         |              |
| Venafranius | ♦ Plébéien      |              |                                         |              |
| Ventidius   | ♦ Plébéien      |              |                                         |              |
| Venuleius   | ♦ Plébéien      |              |                                         |              |
| Vequasius   | ♦ Plébéien      |              |                                         |              |
| Veranius    | ♦ Plébéien      |              |                                         |              |
| Verecundius | ♦ Plébéien      |              |                                         |              |
| Vergilius   | ♦ Plébéien      |              |                                         |              |
| Verginius   | ♦ Patricien     |              |                                         |              |
| Verrius     | ♦ Plébéien      |              |                                         |              |
| Vesnius     | ♦ Plébéien      |              |                                         |              |
| Vesinius    | ♦ Plébéien      |              |                                         |              |
| Vestorius   | ♦ Plébéien      |              |                                         |              |
| Vetilius    | ♦ Plébéien      |              |                                         |              |
| Vettius     | ♦ Plébéien      |              |                                         |              |
| Veturius    | ♦ Patricien     |              |                                         |              |
| Vibenius    | ♦ Plébéien      |              |                                         |              |
| Vibius      | ♦ Plébéien      |              |                                         |              |
| Vibidius    | ♦ Plébéien      |              |                                         |              |
| Villius     | ♦ Plébéien      |              |                                         |              |
| Vinicius    | ♦ Plébéien      |              |                                         |              |
| Vipsanius   | ♦ Plébéien      |              |                                         |              |
| Vipstanus   | ♦ Plébéien      |              |                                         |              |
| Viridius    | ♦ Plébéien      |              |                                         |              |
| Virius      | ♦ Plébéien      |              |                                         |              |
| Vitellius   | ♦ Plébéien      |              |                                         |              |
| Vitruvius   | ♦ Plébéien      |              |                                         |              |
| Volaginius  | ♦ Plébéien      |              |                                         |              |
| Volcatius   | ♦ Plébéien      |              |                                         |              |
| Volumnius   | ♦ Patricien     |              |                                         |              |
| Volusenna   | ♦ Plébéien      |              |                                         |              |
| Volusenus   | ♦ Plébéien      |              |                                         |              |
| Volusius    | ♦ Plébéien      |              |                                         |              |